# Vervaet
Vervaet is een Nederlandse fabrikant van landbouwmachines, opgericht in Biervliet, dicht bij de Belgische grens in 1957 door de gebroeders Frans Vervaet en Richard Vervaet. Tegenwoordig maken ze bietenrooiers en zelfrijdende drijfmest verspreiders.

## Geschiedenis
In 1957 Richten Frans en Richard Vervaet een reparatie- en onderhoudsbedrijf op in Biervliet. Zij onderhouden en repareerden alles met een motortje. Dit liep van koelkasten, bromfietsen tot auto’s en tractoren.
In 1974 ontwikkelden Frans, Richard, Tonnie Vervaet, chef van de werkplaats en Walter en Marcel Vervaet van loonbedrijf Vervaet, gezamenlijk een zelfrijdende een-fase bunkerrooier voor suikerbieten. Deze werkt met het concept van een combine/pikdorser: oogsten voor de machine, dus niet met de banden eerst door het gewas. Het was een evolutie ten opzichte van het destijds twee- of driefasen oogstproces: ontbladeren, rooien en bieten afvoeren met slechts een machine. Vandaag de dag is het nog altijd de meest efficiënte methode om suikerbieten en andere knolgewassen te rooien. De bouwden deze eerst voor het loonbedrijf van Vervaet zelf en brachten deze later uit als er vraag naar was.
In 1989 kwamen Edwin en Robin Vervaet (Tweede generatie) in het bedrijf en ontwikkelden ze samen met Dany Dieleman, een loonwerker, de eerste driewielige Hydro Trike voor de emissiearme injectie van drijfmest in 1990. Deze regel verbood het uitrijden van drijfmest bovengronds. Voor de productie van de Hydro Trike werd begin jaren 90 een nieuwe fabriek gebouwd aan de rand van Biervliet. De productie kwam in 1992 al op 15 Hydro Trikes en 15 bietenrooiers. 
In de jaren negentig hadden ze meer exportmarkten zoals Engeland, België, Frankrijk, Zweden en Denemarken. Dit resulteerde in een sterke groei van de productieaantallen tot 30 bietenrooiers en 25 Hydro Trikes per jaar. Groei leidt tot expansie en daarom werd de fabriek in twee fasen uitgebreid in 1996 en in 2000. De verdere groei en de goede vooruitzichten in de markt waren voor het familiebedrijf in 2017 aanleiding om opdracht te geven voor de bouw van een nieuw hoofdkantoor voor de huidige fabriek.
Tegenwoordig is de derde generatie in het bedrijf en beslaat het fabrieksterrein 50.000 m² waarvan 13.500 m² bebouwd, en besteedt Vervaet bijna 10% van de omzet aan onderzoek en ontwikkeling (R&D) en produceert jaarlijks tussen de 75 en 100 nieuwe zelfrijders. Tegenwoordig werken er ruim 180 mensen bij Vervaet. De productie van de bietenrooiers vindt plaats tussen februari en september. In de overige maanden maken zorgen zij voor het tijdig uitleveren van de Hydro Trikes en van de Quad 550.

## Mestverwerking

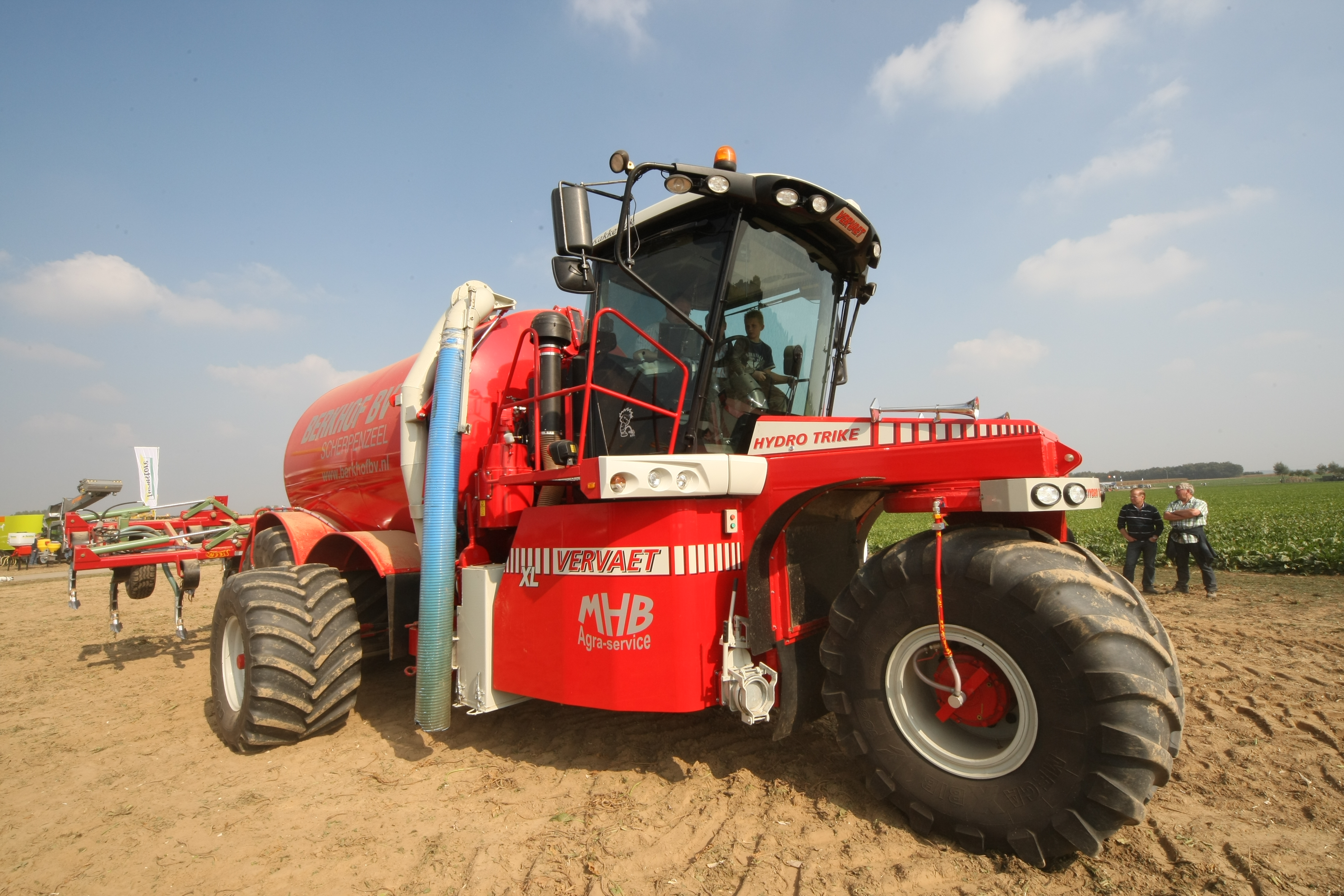
Hydro Trike op een showroom

Mestverwerking van Vervaet kun je in 5 grote groepen onderverdelen:
- Quad 550
- Hydro Trike
- Hydro Trike  - Universal Spreader
- Hydro Trike - Vinasse
- Hydro Trike - Sleepslang

### Quad 550

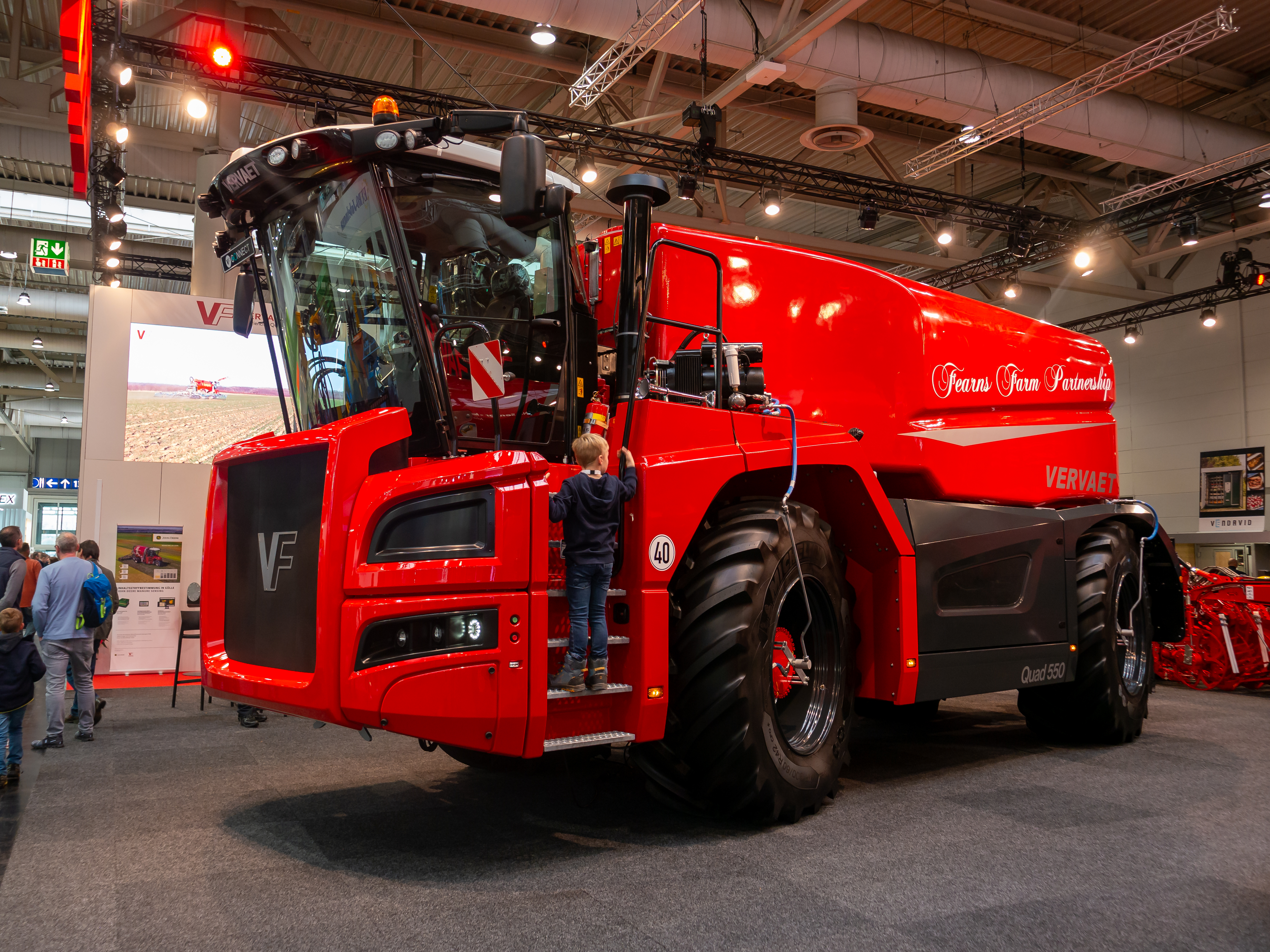
Vervaet Quad 550 bij Agritechnica 2023 in Hannover

De oorsprong van dit voertuig gaat al verschillende jaren terug. Het begon als de Vervaet Hydro Quad. Vervaet bouwde deze 4 wieler in 1998, 8 jaar na de release van de Vervaet Hydro Trike. Het doel was om meer capaciteit te leveren dan de Hydro Trike, door de tankcapaciteit met 6 kuub te vergroten. De machine was met een 16, 18 of 20m³ tank leverbaar en 8 kuubs Börger pomp. Uniek is dat de cabine voorzien was van een mechanisme dat hem recht draaide wanneer de machine in krabbesturing reed. In praktijk was deze machine niet beter dan de Hydro Trike. De Trike was fors wendbaarder, waardoor het capaciteitsverschil onbelangrijk bleek, zeker omdat Trikes meestal toch uit mestcontainers met vulden, bleek de grotere tank niet zo handig op transport. Ook lag de prijs hoger dan de Vervaet Hydro Trike. 
Na 23 jaar biedt Vervaet weer een bemester aan op vier wielen. Daarvoor sloeg het de handen ineen met mestspecialist Garant Kotte. De Vervaet Quad 550 is uitgerust met een Claas X11 Cabine. De Volvo Penta 13 levert 550 pk en haalt een werksnelheid van 5 tot 15 km/h. Zijn transportlengte is 3,0 meter en de wegsnelheid ligt rond de 40 km/h. Hij heeft een tankvolume van 21-22 m³ en 3 verschillende pompen: 9.000 l/min Vogelsang of Börger pomp / 12.000 l/min / 13.500 Volgelsang pomp. De draaicirkel ligt rond de 8,3 meter, waar een Hydro Trike een draaicirkel heeft van 10,3 m. In februari 2022 werd de eerste serie van tien machines afgeleverd aan klanten. Dit voertuig kan, net zoals zijn voorganger, in krabbesturing rijden.
| Vergelijking Hydro Quad en Quad 550 | Vervaet Hydro Quad  | Vervaet Quad 550                                             |
| ----------------------------------- | ------------------- | ------------------------------------------------------------ |
| Motor                               | DAF XF (450 pk)     | Volvo Penta 13 (550 pk )                                     |
| Inhoud                              | ≈ 16m³/ 18m³ / 20m³ | ≈ 21m³ / 22 m³                                               |
| Mestpomp                            | 8.000 l/min.        | 9.000 l/min. / 12.000 l/min. / 13.500 l/min.                 |
| Snijinrichting                      | Cycloonsnijder      | Cycloonsnijder of Vogelsang snijkast                         |
| Banden                              | 1050/50R32          | 900/60 R38, 900/60 R42, 1050/50 R32, 1000/55 R32 1250/50 R32 |
| Draaicirkel                         | ≈ 8,6 meter         | ≈ 8,3 meter                                                  |
| Massa                               | ≈ 16.960 kilogram   | ≈ 20.000 kilogram                                            |
| Prijs                               | ~ 270.000 €         | ~ 475.000 - 500.000€                                         |

## Bietenoogst
Bietenoogst van Vervaet kun je in 2 groepen onderverdelen:
- Beet Eater EVO
- Q - Series